# Верх-Тогул
Верх-Тогул — исчезнувшее село в Тогульском районе Алтайского края России. На момент упразднения входило в состав Тогульского сельсовета. Упразднено в 2000 году.

## География
Располагалось на левом берегу реки Тогул ниже впадения в последнюю реки Русянка, в 7 км к юго-западу от села Шумиха.

## История
Основано в 1731 году. В 1928 году состояло из 325 хозяйств. В селе располагались школа 1-й ступени, библиотека, изба-читальня, лавка общества потребления. В административном отношении являлось административным центром Верх-Тогульского сельсовета Тогульского района Бийского округа Сибирского края.
Исключёно из учётных данных в 2000 г, в связи с выездом населения.

## Население
В 1926 году в селе проживало 1505 человек (706 мужчин и 799 женщин), основное население — русские